# Mycoplasma hominis
Mycoplasma hominis est une bactérie du genre mycoplasma. 
Cette bactérie est capable de rentrer dans les cellules humaine. Elle est sensible à la clindamycine.

## Maladie
Elle est associée à la vaginose bactérienne ou la maladie inflammatoire pelvienne, sexuellement non transmissible.

## Etude dugénome
Données de séquence d'ADN sont incomplètes pour mycoplasma hominis. Mycoplasma hominis  utilise un atypique du métabolisme énergétique, dépendant de la dégradation de l'arginine. Autres mycoplasmes n'ont pas cette caractéristique. 
Déterminer le génome fournira des informations qui faciliteraient la compréhension des reconstitutions métaboliques.